# Deportatio in insulam
La deportatio in insulam era una pena prevista dal diritto penale romano nella fase della cognitio extra ordinem: consisteva nel soggiorno coatto temporaneo o perpetuo in una località isolata e comportava, oltre alla perdita della cittadinanza romana (status civitatis), la confisca totale o parziale dei beni. Queste ultime conseguenze distinguevano la deportatio dall'affine relegatio in insulam.
La relegatio in insulam si applicava soprattutto contro le donne (e i loro amanti) responsabili di adulterio.